# Alopecosa pseudocuneata
Alopecosa pseudocuneata är en spindelart som först beskrevs av Schenkel 1953.  Alopecosa pseudocuneata ingår i släktet Alopecosa och familjen vargspindlar. Inga underarter finns listade i Catalogue of Life.